# 19XX: The War Against Destiny
19XX: The War Against Destiny è un videogioco sparatutto a scorrimento verticale pubblicato da Capcom nel 1995. Fa parte della serie di videogiochi iniziata con 1942.
Al contrario degli altri titoli della saga, è l'unico non ambientato negli anni 1940 ed è il primo gioco della serie ad essere disponibile esclusivamente come videogioco arcade. È inoltre l'ultimo titolo della serie sviluppato da Capcom.

## Trama
La storia del videogioco si svolge nel XX secolo, nel corso di una guerra mondiale fittizia. Il protagonista del gioco pilota un velivolo militare: il Lightning, il Mosquito o il Sinden. Lo scopo del gioco è distruggere un aereo da caccia in grado di lanciare testate nucleari.

## Modalità di gioco
Il gioco si articola in sette livelli. Ognuno dei tre aerei disponibili ha differenti parametri di velocità, potenza e forza d'attacco. Durante il volo è possibile raccogliere ed utilizzare tre diversi tipi di arma. Gli aerei possono sparare proiettili e lanciare bombe.
Il sistema di punteggio è cambiato rispetto ai titoli precedenti e sono state inserite delle medaglie. Sono stati inoltre rimossi i punti ferita, introdotti in 1943: The Battle of Midway.